# جاك بيلي
جاك بيلي (بالإنجليزية: Jack Bailey)‏ (17 يونيو 1921 ببرستل في المملكة المتحدة - 31 ديسمبر 1986 ببرستل في المملكة المتحدة) هو لاعب كرة قدم بريطاني (وحمل سابقاً جنسية المملكة المتحدة لبريطانيا العظمى وأيرلندا) في مركز الظهير. لعب مع نادي بريستول سيتي وTrowbridge Town F.C. ‏.